# پاپ گریگوری سیزدهم
پاپ گریگوری سیزدهم (به انگلیسی: Gregory XIII) (تولد ۷ ژانویه ۱۵۰۲ - درگذشت ۱۰ آوریل ۱۵۸۵) یکی از پاپ‌های کلیسای کاتولیک رم بود که در ایتالیا به دنیا آمد و از ۱۵۷۲ تا ۱۵۸۵ میلادی پاپ بود.
تعدیل کبیسه‌گیری گاهشماری میلادی در ۲۴ فوریهٔ ۱۵۸۲ از سوی پاپ گریگوری سیزدهم پذیرفته شد و از آن پس به گاه‌شماری گریگوری (گرِگوری) نیز مشهور شد.